# Desastre ferroviario de Granville
El desastre ferroviario de Granville ocurrió el martes 18 de enero de 1977 en Granville, un suburbio occidental de Sídney, Nueva Gales del Sur, Australia, cuando un tren de cercanías lleno de gente descarriló y chocó contra los soportes de un puente de carretera que se derrumbó sobre dos de los vagones de pasajeros del tren. La investigación oficial encontró que la causa principal del accidente fue una mala fijación de la vía.
Sigue siendo el peor desastre ferroviario en la historia de Australia; 83 personas murieron y 213 resultaron heridas. En 2017 se añadió a la lista de víctimas mortales una víctima número 84, un niño no nacido.

## Desastre
El tren implicado en el desastre estaba formado por ocho vagones de pasajeros arrastrados por una locomotora eléctrica 4620 de la clase 46 y había comenzado su viaje hacia Sídney desde el Monte Victoria en las Montañas Azules a las 6:09 am. Aproximadamente a las 8:10 am se acercaba a la estación de tren de Granville cuando la locomotora descarriló y chocó contra uno de los pilares de acero y hormigón que sostenían el puente que llevaba a Bold Street sobre el corte del ferrocarril.
La locomotora descarrilada y los dos primeros vagones pasaron el puente. El primer vagón, que se soltó de los demás, se abrió al chocar con un mástil cortado al lado de la vía, matando a ocho pasajeros. Los vagones restantes se detuvieron y el segundo vagón salió del puente. La mitad trasera del tercer vagón y la mitad delantera del cuarto vagón quedaron bajo el puente debilitado, cuyo peso se estimó en 570 toneladas (570 000 kg). En cuestión de segundos, con todos sus soportes derribados, el puente y varios automóviles que se encontraban encima se derrumbaron sobre los vagones, aplastándolos a ellos y a los pasajeros que se encontraban en su interior.

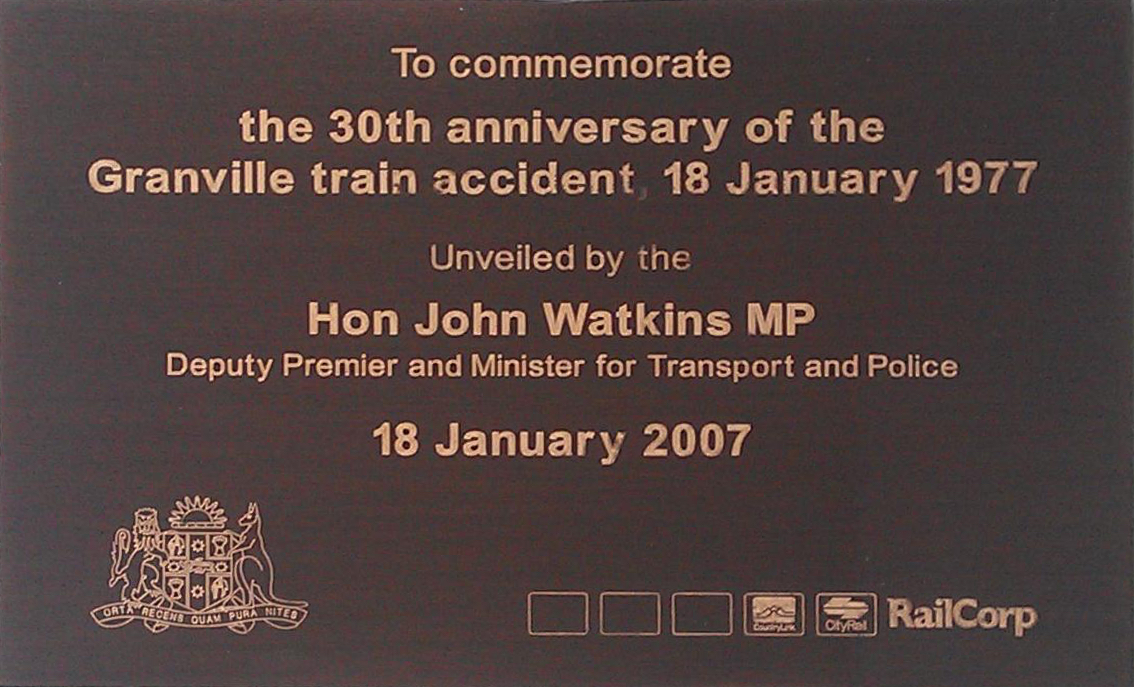
Placa conmemorativa que conmemora el desastre en la estación de Granville.

Del total de pasajeros que viajaban en el tercer y cuarto vagón, la mitad murió instantáneamente al caer el puente sobre ellos, aplastándolos en sus asientos. Varios pasajeros heridos quedaron atrapados en el tren durante horas después del accidente, y parte del puente aplastó una extremidad o el torso. Algunos habían estado conscientes y lúcidos, hablando con los rescatistas, pero murieron de síndrome de aplastamiento poco después de que les quitaron el peso del cuerpo. Esto resultó en cambios en los procedimientos de rescate para este tipo de accidentes. Los rescatistas también enfrentaron mayores dificultades ya que el peso del puente aún aplastaba los vagones afectados, reduciendo el espacio en el que tenían que trabajar para sacar a los sobrevivientes, hasta que se declaró que no se permitía a nadie intentar más entrada hasta el puente había sido levantado. Poco después, el puente se hundió otros 2 pulgadas (5,1 cm) en el tren, atrapando a dos rescatistas y aplastando un generador portátil «como si fuera mantequilla».
Otro peligro procedía del gas; bombonas de GLP se guardaban durante todo el año a bordo del tren para utilizarlas en invierno como calefacción. Varias personas perdieron el conocimiento por fugas de gas de cilindros rotos. La fuga de gas también impidió el uso inmediato de herramientas de rescate eléctricas. El Cuerpo de Bomberos de Nueva Gales del Sur proporcionó equipo de ventilación para disipar el gas y se roció una película constante de agua sobre el lugar del accidente para evitar la posibilidad de que el gas se encendiera.
El conductor del tren, el asistente de la tripulación, el «segundo hombre» y los automovilistas, incluido un motociclista que conducía por el puente caído, sobrevivieron. La operación duró desde las 8:12 am del martes hasta las 6:00 am del jueves. Al final, 84 personas murieron en el accidente, incluido un feto.

## Secuelas
El puente fue reconstruido como de un solo tramo sin pilares de soporte intermedios. Otros puentes similares al puente destruido tuvieron sus pilares reforzados.

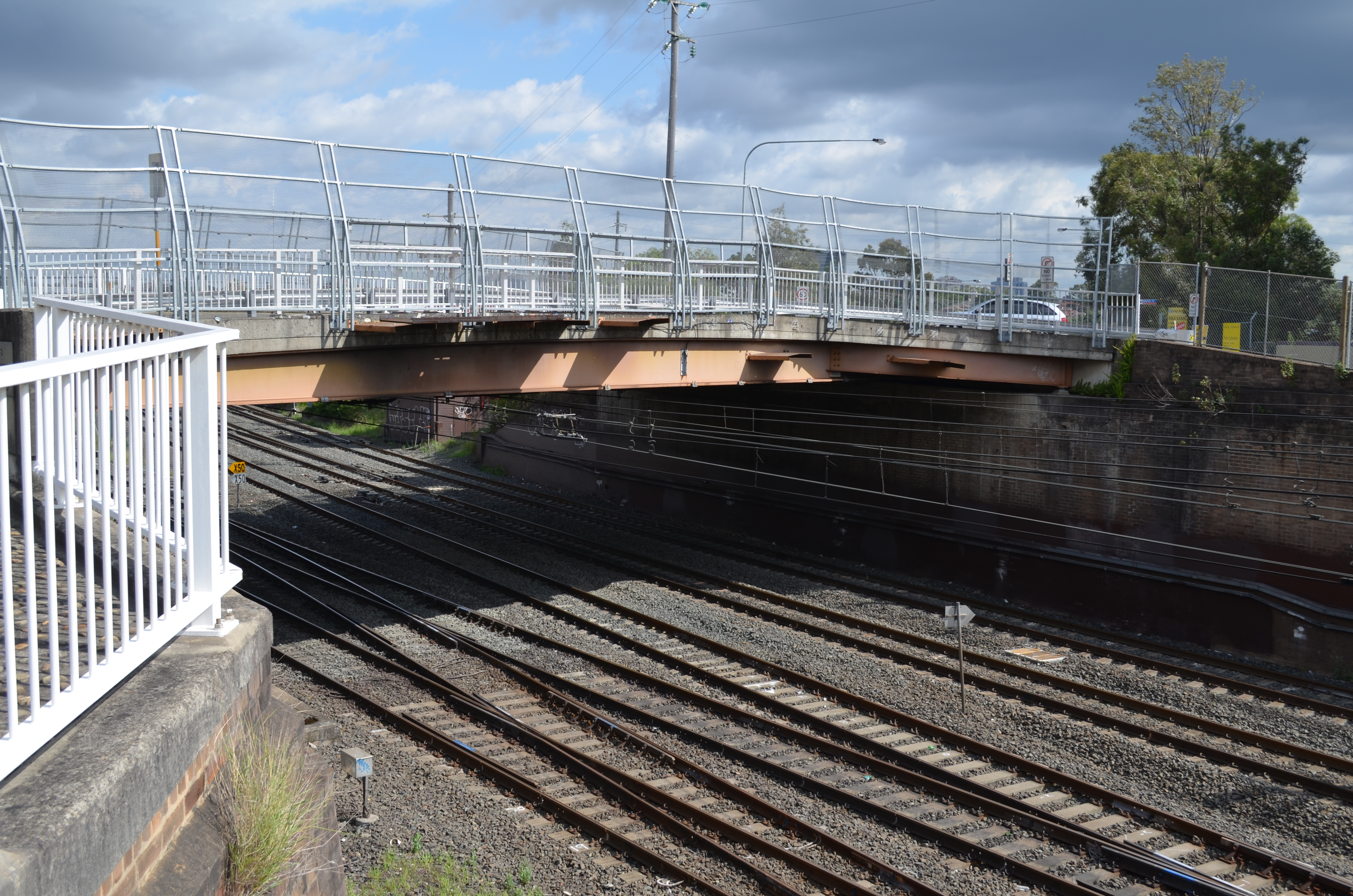
El puente de reemplazo.

La investigación original del accidente concluyó que la causa principal del accidente fue «el estado muy insatisfactorio de la vía permanente», siendo la mala sujeción de la vía, lo que provocó que la vía se extendiera y permitiera el paso de la rueda delantera izquierda de la locomotora. fuera del carril. Otros factores contribuyentes incluyeron la estructura del propio puente. Cuando se construyó, se encontró que la base de su plataforma estaba un metro más baja que la carretera. Se añadió hormigón encima para construir la superficie al nivel de la carretera. Este peso adicional contribuyó significativamente a la destrucción de los vagones de madera. El desastre provocó aumentos sustanciales en los gastos de mantenimiento ferroviario. El maquinista Edward Olencewicz fue absuelto tras la investigación.
El 4 de mayo de 2017, la primera ministra de Nueva Gales del Sur, Gladys Berejiklian, pidió disculpas a las víctimas del desastre en el Parlamento.

### Monumento

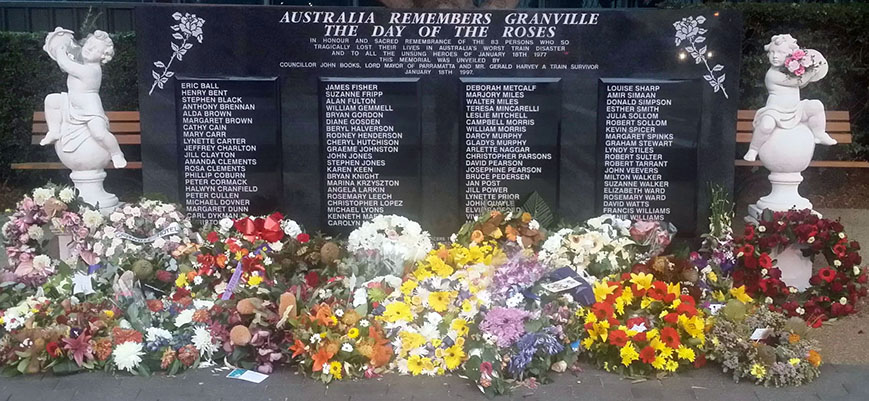
El muro conmemorativo del desastre del tren de Granville

Los familiares y amigos de las víctimas y supervivientes se reúnen anualmente con los miembros supervivientes de los equipos de rescate. La ceremonia finaliza con el lanzamiento de 84 rosas a las vías para marcar el número de pasajeros fallecidos. En 2007, se colocó una placa en el puente para conmemorar los esfuerzos de los trabajadores ferroviarios que ayudaron a rescatar a los supervivientes del tren.
El grupo original, conocido como el 'fideicomiso', presentó propuestas sobre cuestiones de seguridad ferroviaria, incluida la recomendación de que las multas por infracciones de seguridad se dediquen a mejoras de la seguridad ferroviaria, y la campaña para el establecimiento de un defensor del pueblo independiente para la seguridad ferroviaria.

## Medios de comunicación
- En 1998 se produjo un docudrama televisivo, The Day of the Roses, sobre el accidente.
- The Granville Train Disaster: 35 Years of Memories: un libro de 2011 de B. J. Gobbe, un trabajador de emergencia que asistió al incidente.[15]
- Un documental de televisión, The Train, producido por Graham McNeice de Shadow Productions, se emitió en 2012 en The History Channel Australia sobre el accidente y fue narrado por Brian Henderson.[16]
- Revisiting the Granville Train Disaster of 1977: un libro de 2017 de B. J. Gobbe.[17]
- ou Can't Ask That de ABC, serie 4, episodio 8 («Disaster Survivors»), presentó a una víctima del accidente que habló sobre lo sucedido y los impactos a largo plazo en su vida.